# Premio Millennium Technology
Il premio Millennium Technology è un premio per la tecnologia che viene riservato a quelle conquiste tecnologiche che migliorano in maniera diretta la qualità della vita delle persone, basandosi sui valori umani e incoraggiando il progresso economico sostenibile.
Il premio di un milione di euro viene assegnato ogni due anni dalla Finnish Technology Award Foundation.
Il premio del 2004 (Millennium Technology Prize 2004) è stato assegnato a Tim Berners-Lee, l'inventore del World Wide Web. Il vincitore è stato annunciato il 15 aprile 2004 al Dipoli Congress Centre di Espoo, in Finlandia.